# Ivo Anguelov
Ivo Serafimov Anguelov –en búlgaro, Иво Серафимов Ангелов– (Pernik, 15 de noviembre de 1984) es un deportista búlgaro que compite en lucha grecorromana. Ganó dos medallas en el Campeonato Mundial de Lucha, oro en 2013 y bronce en 2011, y seis medallas en el Campeonato Europeo de Lucha entre los años 2005 y 2017.
Participó en los Juegos Olímpicos de Londres 2012, ocupando el séptimo lugar en la categoría de 60 kg.

## Palmarés internacional
| Campeonato Mundial | Campeonato Mundial  | Campeonato Mundial | Campeonato Mundial |
| Año                | Lugar               | Medalla            | Categoría          |
| ------------------ | ------------------- | ------------------ | ------------------ |
| 2011               | Estambul (Turquía)  | Medalla de bronce  | 60 kg              |
| 2013               | Budapest (Hungría)  | Medalla de oro     | 60 kg              |
| Campeonato Europeo |                     |                    |                    |
| Año                | Lugar               | Medalla            | Categoría          |
| 2005               | Varna (Bulgaria)    | Medalla de bronce  | 55 kg              |
| 2009               | Vilna (Lituania)    | Medalla de bronce  | 60 kg              |
| 2011               | Dortmund (Alemania) | Medalla de plata   | 60 kg              |
| 2012               | Belgrado (Serbia)   | Medalla de plata   | 60 kg              |
| 2013               | Tiflis (Georgia)    | Medalla de oro     | 60 kg              |
| 2017               | Novi Sad (Serbia)   | Medalla de plata   | 59 kg              |